# Аболяев, Константин Васильевич
Константи́н Васи́льевич Аболя́ев (1902 года, ст. Славяны, Могилёвская губерния — 10 февраля 1938 года,  Москва) — советский партийный деятель, исполняющий обязанности первого секретаря Саратовского областного комитета ВКП(б). Входил в состав особой тройки УНКВД СССР. Расстрелян в 1938 году, реабилитирован посмертно.

## Биография
Родился 15 (28) февраля 1902 года в Могилевской губернии на ст. Славяны Московско-Белорусско-Балтийской ж.д. в семье отходника-печника. По национальности русский. С 1919 года — член РКП(б).
Окончил начальное училище (1915, Петроград), краткосрочные курсы партийных работников (1922).
Послужной список:
- июль 1915 – февраль 1917 ученик переплетчика на фабрике «Отто Кирхнер» (Петроград).
- февраль-июль 1917 безработный.
- июль 1917 - ноябрь 1918 чернорабочий Петроградского инструментального завода.
- ноябрь 1918 - апрель 1919 переплетчик фабрики «Отто Кирхнер».
- апрель-август 1919 сельскохозяйственный рабочий в имении Торосова на станции Кикерино Николаевской ж.д. Петроградской губернии.
- август 1919 - февраль 1921 уполномоченный  волостного штаба, секретарь волисполкома, председатель волисполкома в с. Нигаматуллино Белебейского уезда Уфимской губернии.
- февраль-сентябрь 1921 зав. информационно-статистическим подотделом орготдела Белебейского укома РКП(б) в Уфимской губернии.
- с сентября 1921 по июль 1922 слушатель Коммунистического университета имени Свердлова в Москве.
- август 1922 - июнь 1924 зав. отделом агитации и пропаганды  Белебейского канткома РКП(б) БАССР.
- июнь-сентябрь 1924 зав. агитационным подотделом отдела агитации и пропаганды  Башкирского обкома РКП(б).
- сентябрь 1924 - сентябрь 1926 зав. отделом агитации и пропаганды  2-го ж.-д райкома РКП(б).
- сентябрь 1926 - август 1929 ответственный секретарь Бирского канткома ВКП(б).
- август 1929 - январь 1931 ответственный секретарь Уфимского горкома ВКП(б).
- январь 1931 - февраль 1934 помощник секретаря Московского комитета ВКП(б) К. В. Рындина.
- февраль 1934 - январь 1936 ответственный секретарь Златоустовского горкома ВКП(б) в Челябинской области.
- январь 1936 - июнь 1937 зав. отделом руководящих партийных органов Челябинского обкома ВКП(б).
- июнь-июль 1937 2-й секретарь Свердловского обкома ВКП(б).
- с июля по ноябрь 1937 и.о. 1-го секретаря Саратовского обкома ВКП(б).

Избирался делегатом 15-го и 16-го съездов ВКП(б).

## Завершающий этап
Арестован в Саратове 11 ноября 1937 года. Этапирован в Москву. Внесён в сталинский расстрельный список «Москва-центр» от 3 февраля 1938 года («за» 1-ю категорию Сталин, Молотов, Каганович). 8 февраля 1938 года приговорён к высшей мере наказания Военной коллегией Верховного Суда (ВКВС) СССР по обвинению в «участии в антисоветской террористической право-троцкистской организации». Расстрелян 10 февраля 1938 года в одной группе с рядом известных старых большевиков и функционеров ВКП(б) (В. А. Антонов-Овсеенко, А. П. Смирнов, А. Г. Белобородов, А. Я. Аросев, Н. Н. Попов, А. П. Серебровский, М. И. Бондаренко, Ф. П. Грядинский, Н. В. Марголин, Я. Б. Быкин, Д. А. Конторин и др.). Место захоронения — полигон НКВД «Коммунарка». Реабилитирован посмертно 30 июня 1956 года ВКВС СССР.